# Elecciones al Congreso de los Diputados de noviembre de 2019 (Santa Cruz de Tenerife)
Las elecciones al Congreso de los Diputados de 2019 se celebraron en la provincia de Santa Cruz de Tenerife el domingo 28 de abril, como parte de las elecciones generales convocadas por Real Decreto dispuesto el 4 de marzo de 2019 y publicado en el Boletín Oficial del Estado el día siguiente. Se eligieron los 7 diputados del Congreso correspondientes a la circunscripción electoral de Santa Cruz de Tenerife, mediante un sistema proporcional (método d'Hondt) con listas cerradas y un umbral electoral del 9%.

## Resultados
Los comicios depararon 3 escaños al Partido Socialista Obrero Español, 2 al  Partido Popular y 1 a Coalición Canaria-Partido Nacionalista Canario, Podemos-IU-Equo y a Vox
| Candidatura                                          | Candidatura                                          | Votos   | %                                        | Escaños                                  |
| ---------------------------------------------------- | ---------------------------------------------------- | ------- | ---------------------------------------- | ---------------------------------------- |
|                                                      | Partido Socialista Obrero Español (PSOE)             | 132 518 | 28,80                                    | 2                                        |
|                                                      | Partido Popular (PP)                                 | 93 434  | 20,30                                    | 2                                        |
|                                                      | Coalición Canaria (CC-PNC)                           | 76 261  | 16,57                                    | 1                                        |
|                                                      | Unidas Podemos (UP)                                  | 64 613  | 14,04                                    | 1                                        |
|                                                      | Vox (Vox)                                            | 53 491  | 11,62                                    | 1                                        |
|                                                      |                                                      |         |                                          |                                          |
| Ciudadanos-Partido de la Ciudadanía (Cs)             | Ciudadanos-Partido de la Ciudadanía (Cs)             | 22 979  | 4,99                                     | 0                                        |
| Más País-Equo                                        | Más País-Equo                                        | 6583    | 1,43                                     | 0                                        |
| Partido Animalista Contra el Maltrato Animal (PACMA) | Partido Animalista Contra el Maltrato Animal (PACMA) | 6150    | 1,34                                     | 0                                        |
| VERDES                                               | VERDES                                               | 1322    | 0,29                                     | 0                                        |
| Ahora Canarias (AC)                                  | Ahora Canarias (AC)                                  | 922     | 0,20                                     | 0                                        |
| Recortes Cero-Grupo Verde (R0-GV)                    | Recortes Cero-Grupo Verde (R0-GV)                    | 489     | 0,11                                     | 0                                        |
| Partido Comunista del Pueblo Canario (PCPC)          | Partido Comunista del Pueblo Canario (PCPC)          | 464     | 0,10                                     | 0                                        |
| Escaños en Blanco (EB)                               | Escaños en Blanco (EB)                               | 418     | 0,09                                     | 0                                        |
| Por un Mundo Más Justo (PUM+J)                       | Por un Mundo Más Justo (PUM+J)                       | 319     | 0,07                                     | 0                                        |
| Contigo Somos Democracia (Contigo)                   | Contigo Somos Democracia (Contigo)                   | 236     | 0,05                                     | 0                                        |
| Votos válidos                                        | Votos válidos                                        | 460 199 | 100,00                                   | 7                                        |
| Votos nulos                                          | Votos nulos                                          | 4443    | Participación: · \| \| 54,73 % \| 14,48% | Participación: · \| \| 54,73 % \| 14,48% |
| Votantes                                             | Votantes                                             | 468 022 | Participación: · \| \| 54,73 % \| 14,48% | Participación: · \| \| 54,73 % \| 14,48% |
| Electores                                            | Electores                                            | 855 138 | Participación: · \| \| 54,73 % \| 14,48% | Participación: · \| \| 54,73 % \| 14,48% |
|                                                      | 54,73 %                                              |         |                                          |                                          |

## Diputados electos
Relación de diputados electos:
| N.º | Nombre                         | Lista | Lista  |
| --- | ------------------------------ | ----- | ------ |
| 1   | Héctor Gómez Hernández         |       | PSOE   |
| 2   | Ana María Zurita Expósito      |       | PP     |
| 3   | Ana María Oramas González-Moro |       | CC-PNC |
| 4   | Alberto Rodríguez Rodríguez    |       | UP     |
| 5   | Rubén Darío Vega Arias         |       | Vox    |
| 6   | María Tamara Raya Rodríguez    |       | PSOE   |
| 7   | Sebastián Jesús Ledesma Martín |       | PP     |